# Legyezősmolyfélék
A valódi lepkék (Glossata) közé tartozó legyezősmolyfélék (Douglasiidae) palearktikus elterjedésű családjába mindössze négy nemet sorolnak.
Ezek az igen apró molyok, nappal a virágokon vagy napfény sütötte leveleken ülnek. Nevüket onnan kapták, hogy miközben így pihennek, sajátos mozgással legyeznek szárnyaikkal. Magyarországon öt fajuk ismert, közülük legjelentősebb a szamóca-legyezősmoly (Tinagma perdicellum Zeller, 1839).

## Rendszerezésük a Magyarországon ismertebb fajokkal
- Cryptologa nem – magyarországi fajai nincsenek.
- Klimeschia Amsel, 1938
  - Klimeschia cinereipunctella
  - Klimeschia thymetella
  - kakukkfű-legyezősmoly (Klimeschia transversella Zeller, 1839) – Magyarországon többfelé előfordul (Pastorális, 2011);
  - Klimeschia vibratoriella
  - Klimeschia transversella
- Protonyctia nem – magyarországi fajai nincsenek.
- Tinagma (Zeller, 1839)
  - atracél-legyezősmoly (Tinagma anchusella, T. anchusellum Benander, 1936) – Magyarországon szórványos (Pastorális, 2011; Pastorális & Szeőke, 2011);
  - ólomszürke legyezősmoly (Tinagma balteolellum, T. balteolella Fischer von Röslerstamm, 1841) – Magyarországon szórványos (Pastorális, 2011; Pastorális & Szeőke, 2011);
  - Tinagma californicum
  - Tinagma dryadis
  - Tinagma gaedikei
  - Tinagma obscurofasciella
  - kígyószisz-legyezősmoly (Tinagma ocnerostomella Stainton, 1850) – Magyarországon sokfelé előfordul (Pastorális, 2011; Pastorális & Szeőke, 2011);
  - szamóca-legyezősmoly (földieper-legyezősmoly, Tinagma perdicellum, T. perdicella Zeller, 1839) – Magyarországon általános (Fazekas, 2001; Mészáros, 2005; Pastorális, 2011; Pastorális & Szeőke, 2011);
  - Tinagma powelli
  - Tinagma pulverilineum